# پارس‌آباد
پارس‌آباد مغان (در اصل پارسا آباد/parsaabad) دومین شهر بزرگ استان اردبیل از نظر جمعیت در شمال غربی ایران است که در دشت مغان جای گرفته است. این شهر به‌عنوان شمالی‌ترین شهر ایران، در سواحل جنوبی رود ارس قرار دارد و با جمهوری آذربایجان هم‌مرز است. مردم این شهر عمدتاً شاهسون‌ها (قزلباش) هستند به زبان ترکی آذربایجانی سخن می‌گویند.
شهر پارس‌آباد منطقه‌ای است که در جلگه‌ای هموار با آب و هوایی معتدل تا گرم قرار دارد. این شهر جزو شهرهای بزرگ و پرجمعیت منطقه آذربایجان ایران است. فاصله آن تا اردبیل دویست کیلومتر است. جلگه پارس‌آباد یکی از مستعدترین خاک و مطلوب‌ترین شرایط آب و هوایی برای کشاورزی دامپروری و باغداری را در ایران داراست.
شرکت بزرگ کشت و صنعت و دامپروری دشت مغان بزرگ‌ترین بنگاه معاملاتی در نوع خود در کشور و در خاورمیانه با حجم عملیات زراعی، دامی و صنعتی در همین شهرستان دایر است همچنین وجود مجتمع باغات چهار هزار هکتاری و کارخانه قند، کارخانه رب سازی، کمپوت سازی، مرباسازی، پنبه پاک کنی خوراک دام خوراک بذر پروسس میوه و کارگاه تولید لبنیات رونق خاصی به این شهرستان داده است. پوشش گیاهی منطقه بیشتر به صورت علف‌های مرتع مرغوب می‌باشد و عشایر شاهسون که بقایای ۳۳طایفه اصلی‌اند با حفظ نژاد و سنتهای خویش هنوز در دشت مغان به حیات خویش ادامه می‌دهند.
از محصولات کشاورزی و دامی مغان می‌توان به پنبه، چغندر قند، ذرت، گندم، جو، برنج هاشمی، حبوبات، دانه‌های روغنی، کنجد، و میوه جات و بادام زمینی و سیر اشاره کرد.

## نام
نام این شهر برگرفته از نام‌خانوادگی مدیرعامل شرکت شیار آذربایجان، مهندس ابراهیم پارسا (که در سال ۱۳۳۰ شمسی این شهر را بنیان نهاد) است. بعدها به سبب اشکال در تلفّظ دو حرف الف به‌صورت پشت سرهم، یکی از الف‌ها حذف و صورت نوشتاری پارس‌آباد به شکل امروزی خود درآمده است.
در سال ۱۳۷۰ که پارس‌آباد رسماً به شهر تبدیل شد، اسم این شهر به مرور زمان از پارساآباد به پارس‌آباد تغییر یافت.

## در تاریخ
در کتاب مسالک و ممالک تألیف ابواسحق ابراهیم اصطخری در قسمت مربوط به ذکر دریای خزر چنین آمده است: 
«جانب شرقی دریای خزر بهری از دیلمان، طبرستان، گرگان و حدود آن و بهری از بیابان خوارزم دارد؛ و جانب غربی آذربایجان، مغان، حدود سریر، دریای خزر، بهری از بیابان غزیه و… و اما از جانب دست چپ دریا از برابر آبسکون تا زمین دریای خزر همه آبادانی و پیوسته است از آبسکون بر حدود گرگان و طبرستان و دیلمان بروند. آنگه در حدود آذربایجان بیله سوار (در فاصله ۵۵ کیلومتری جنوبی) شوند و چون مغان بگذرند تا دربند دو روز راه ولایت شروان‌شاهان است و از آنجا گفته شد تا به سمندر چهار روزه راه است و تمام و…»

و حسین شکوری می‌گوید :
 «مغان شهری است که دو نهر به دور آن است. پیرامون آن باغهای زیبا است که گویی دشت را بهشت ساخته برای رحاب در کشور اسلام فخرآور هستد…. حومه‌اش خشک و دلگشا و دو نهر آن روان است، روی مردمش همچون لؤلؤ و مرجان است بخشایشگر و کریمند.
حمدالله مستوفی در ذکر دیار اران مغان می‌نویسد: 
«هوایش گرمسیر است و به عفونت مایل و حدودش با ولایات ارمن ،شروان، آذربایجان و دریای خزر پیوسته است. حقوق دیوانیش در عهد اتابکان زیاد از ۳۰۰ تومان این زمان بوده است و اکنون ۳۰ تومان و ۳۰۰۰ دینار است که بر روی دفتر آمده.»
 مستوفی، با جروان و بزرند را دیه‌های معمور نوشته و می‌گوید: «برزند هوایش به گرمی مایل است و حاصلش غله می‌باشد.

## صنایع دستی
فرش بافی مهم‌ترین صنایع دستی منطقه است. عشایر و روستاییان منطقه مغان در استان اردبیل ورنی‌های نفیسی تولید می‌کنند که نقش و نگارهای زیبای روی بدنه آن‌ها بیش تراز طبیعت منطقه و شیوه زندگی عشیره‌ای آن‌ها الهام گرفته است.
- آبگینه
- بافته و نساجی سنتی
- رودوزی‌های سنتی
- سفال و سرامیک سنتی
- صنایع دستی تلفیقی
- صنایع دستی چرمی
- صنایع دستی چوبی و حصیری
- صنایع دستی سنگی
- نمد مالی
- ملیله کاری
- گلیم بافی
- ورنی (گلیم)
- چرم اردبیل
- معرق(نمین)
- جاجیم(خلخال)
- مرصع چوب(خلخال)
- معرق چوب(خلخال)
- گلیم عنبران
- ساز سنتی[۲]

## نشان جهانی ورنی مغان
در سال ۱۳۹۸ ورنی (گلیم) الهام گرفته از هویت عشایر منطقه نشان جغرافیایی بین‌المللی را کسب کرد. پیش از این گلیم عنبران نمین و جاجیم خلخال نشان ملی در سطح کشور را کسب کرده بودند اما ورنی مغان در سطح بین‌المللی موفق به کسب این نشان شد.

## جمعیت
۹۳'۳۸۷
بر پایه سرشماری عمومی نفوس و مسکن در سال ۱۳۹۵ جمعیت این شهر ۱۵۰٬۳۸۷ نفر بوده است.
بیشتر مردم پارس‌آباد را عشایر (قوم شاهسون) تشکیل می‌دهند که قدیمی‌ترین و بزرگ‌ترین طایفه مغان به ترتیب پیرایواتلو، گیگلو و حسین حاجیلو هستند

## مردم
مردم این شهرستان اکثراً از طوایف شاهسون (گروهی از قزلباشان) هستند همچنین شیعیان دوازده‌امامی می‌باشند و به زبان ترکی آذری تکلم می‌کنند.

## آموزش عالی پارس‌آباد
پارس‌آباد دارای یک دانشکده دولتی (دانشکده کشاورزی دانشگاه پیام نور، مؤسسه آموزش عالی غیرانتفاعی مغان، دانشگاه آزاد اسلامی، دانشکده سماء، و دو مرکز جامع علمی کاربردی  می‌باشد.

## فرودگاه
فرودگاه پارس‌آباد مغان به جهت حاصل خیز بودن منطقه و آمدوشد کارشناسان مختلف و توریست‌ها احداث شده که پروازهای هفتگی به تهران و بالعکس را دارا می‌باشد. این فرودگاه به عنوان دومین فرودگاه قدیمی استان اردبیل (بعد از فرودگاه پادگان اردبیل) در سال ۱۳۵۲ تأسیس و در سال ۱۳۸۱ از شرکت کشت و صنعت و دامپروری مغان منفک و تحویل شرکت مادر تخصصی فرودگاه‌های کشور شد؛ که سند آن پس از ۱۲ سال، در سال ۱۳۹۲ به نام این شرکت ثبت شد. این فرودگاه در دی ماه ۱۳۹۶ پس از چندین سال وقفه در پرواز با تلاش مسئولان دوباره راه‌اندازی شد.